# Британский и Ирландский институт правовой информации
Британский и Ирландский институт правовой информации (англ. British and Irish Legal Information Institute, BAILII) — частичная онлайн-база данных британского и ирландского законодательства, прецедентного права, отчётов о правовой реформе, договоров и некоторых юридических исследований. Предоставляет юридическую информацию и особенно отчёты о делах, решённых судами в Соединённом Королевстве в целом, Англии и Уэльса, Ирландии, Северной Ирландии, Шотландии, Европейского Союза и Европейского суда по правам человека, размещая её в Интернете.
Веб-сайт BAILII поддерживается Институтом перспективных юридических исследований Лондонского университета и юридической школой Университетского колледжа Корка.

## История
Традиционно юридическая информация была доступна через юридический отчёт, обычно написанный частными лицами или группами. Хотя официальные сообщения о судебных решениях появлялись совсем недавно, исторически судебное решение просто оглашалось, и поэтому публикация созданных прецедентов зависела от их записи заинтересованными третьими сторонами. Ежегодники, в которых записывались судебные решения с 1268 по 1535 год, вероятно, были составлены студентами-юристами. Другие люди, такие как судья сэр Эдвард Кок с 1572 по 1615 год, издавали свои собственные серии отчётов. Далеко не всегда подобные отчёты были точной записью того, что было сказано в суде. По мере развития отрасли отчётности всё больше людей привлекались и специализировались в определённых областях права. В 1885 году был создан Объединённый совет по юридической отчётности, издававший копии различных дел. Однако в отчётности всё ещё могли быть пробелы. С появлением Интернета появилась возможность доступа к базам данных за плату в режиме онлайн, таким как Westlaw или LexisNexis. Однако в свободном доступе подобных баз данных не было.
BAILII был создан после долгой и упорной кампании различными активистами, в том числе членами Society for Computers & Law, такими как тогдашний председатель общества Нил Кэмерон, барристер Лори Вест-Найтс, лорд Сэвилл и судья лорд Брук, которые были обеспокоены отсутствием доступа к судебным решениям для обычных пользователей и вдохновлялись Австралийским институтом правовой информации (AustLII). Их целью было обеспечить свободный доступ к общедоступной правовой информации для всех желающих. В 2019 году BAILII включал 102 базы данных, охватывающих 10 юрисдикций, около 169 гигабайт юридических материалов и около 1 001 463 документов, доступных для поиска.
Большая часть материалов, доступных на BAILII, дублируется в других местах, например, законы и постановления некоторых судов (в частности, Верховного суда). BAILII имеет соглашение с Министерством юстиции, освобождающее его от некоторых судебных преследований. BAILII исторически получал оплату в рамках этого контракта. В 2010/2011 налоговом году BAILII получила в рамках этого контракта 35 468 фунтов стерлингов.